# فريال العمري
فريال العمري، هي فنانة تشكيلية عراقية، ولدت في الموصل عام 1945، ونشأت فيها واشتهرت في فن الطرق على النحاس. وهي أخت الشهيد العقيد فاروق العمري.
نشأت الفنانة فريال في مدينة الموصل وواجهت في طفولتها عدة احداث سياسية ومنها ثورة الشواف اثناء فترة المد الشيوعي ونهاية الحكم الملكي وبداية حكم الزعيم عبد الكريم قاسم، ونظرا لسوء الأحوال السياسية والاقتصادية في البلد غادرت عائلتها العراق وهاجرت إلى سوريا وسكنت دمشق عام 1959، وبعد عام 1961 انتقلت عائلتها إلى القاهرة، وذلك خلال فترة الوحدة بين مصر وسوريا، وبقيت في القاهرة لغاية زوال حكم عبد الكريم قاسم وقيام حركة 8 شباط 1963 فرجعت عائلتها للعراق، واكملت دراستها الابتدائية وبعدها تتلمذت في معهد إعداد المعلمات لمدة عامين وتخرجت منه واشتغلت معلمة في المدارس الابتدائية، وكان أول تعيين لها في مدارس مدينة أربيل، وكانت تدرس مادة اللغة الانكليزية ومادة الفنية، ثم التحقت بدورات للفنون تابعة لوزارة التربية فرشحت فيها ونالت درجة الأمتياز في فن الطرق على المعادن في الدورة المقامة بمركز الأشغال اليدوية التابع إلى المديرية العامة للتربية في محافظة نينوى، وبعد حصولها على درجة الامتياز في الدورة التدريبية عرض عليها مدير المركز التدريبي للاشغال اليدوية العمل كمعلمة للفنون والمهن اليدوية فوافقت وزاولت العمل في تدريب وتأهيل معلمات الفنية باسلوب جديد وابدعت في المجال التربوي والتدريبي، وهذا مما أهلها وشجعها للعمل في إقامة معارض في فن الطرق على النحاس وأشتهرت بذلك وكانت بداية دخولها عالم الفن في عام 1965، وأول معرض شخصي أقامته للخط العربي والزخرفة كان في عام 1980م، في مدينة الموصل، ثم انتقل المعرض إلى بغداد ليعرض في مبنى المتحف الوطني للفن الحديث. كما شاركت في العديد من المعارض الجماعية التي كانت تقام في الموصل وبغداد.
وفي حقبة التسعينيات وخلال فترة الحصار الاقتصادي للعراق وسوء الأوضاع المعيشية هاجرت مع من هاجر من العوائل العراقية إلى الأردن وبقيت فيها مع ولدها حيث زاولت أعمالها الفنية وتركت العراق، وحصلت على الإقامة في المملكة الأردنية، ولقد قتل ولدها الكبير محمد في أحداث حرب الموصل عام 2005م، وهو طالب جامعي مما أضطرها للرجوع إلى العراق وأخذ ابنها يوسف إلى عمان ومساعدته في إكمال دراسته ولقد أنهى يوسف دراسته الجامعية بالجامعة الأردنية في عام 2010م، ثم حصل على شهادة الماجستير في التدريب البدني عام 2014م.

## من اعمالها الفنية
ساهمت في عدة معارض في العراق والأردن ولقد ابدعت في فن الطرق على النحاس ولها لوحات نحاسية جميلة عرضت وبيعت في بعض المعارض في العالم العربي.
وأقامت العديد من المعارض الشخصية في عمان حيث نفذت لوحات وشعارات عديدة وخاصة شعار (الأردن أولاً)، ووثيقة استقلال الأردن وصورا شخصية لجلالة الملك عبد الله الثاني.